# عوسق سيشل
عوسق سيشل (الاسم العلمي: Falco araeus)، طائر جارح صغير ينتمي إلى جنس الصقر في فصيلة الصقريات. وهو متوطن في جزر سيشل حيث يعد الطائر الجارح الوحيد الذي يتكاثر فيها. يُعرف في لغة الكريول السيشلية باسم كاتيتي katiti.